# حرف‌هات منو به دام انداخت
حرف‌هات منو به دام انداخت (به هندی: Teri Baaton Mein Aisa Uljha Jiya) (به انگلیسی: Got so entangled in your words) یک فیلم هندی کمدی رمانتیک علمی تخیلی زبان هندی است که در سال ۲۰۲۴ اکران گردید، بازیگران اصلی شاهد کاپور و کریتی سانون هستند. نویسندگان و کارگردانان فیلم، آمیت جوشی و آرادانا ساه بودند که اولین تجربه کارگردانی آن‌ها بود و تهیه کنندگی آن را مدوک فیلمز و جیو استودیوز بر عهده داشتند.
فیلمبرداری اصلی در ماه اکتبر ۲۰۲۲ آغاز شد و در آوریل۲۰۲۳ به پایان رسید. این فیلم در ۹ فوریه ۲۰۲۴ اکران شد و نظرات متفاوتی از سوی منتقدان دریافت کرد. در اواخر ماه آوریل ۲۰۲۴، این فیلم رتبه چهارم پرفروش‌ترین فیلم هندی در سال ۲۰۲۴ را در اختیار داشت.